# Cezary Gurjew
Robert Cezary Gurjew (ur. 29 maja 1965 w Braniewie) – polski dziennikarz sportowy.

## Życiorys
Dziennikarz radiowy-sprawozdawca siatkówki i tenisa, a także lekkiej atletyki, łyżwiarstwa szybkiego i wioślarstwa. Od października 2006 do listopada 2012 był kierownikiem Redakcji Sportowej Polskiego Radia. Ponownie od kwietnia 2017 roku.
Dla Polskiego Radia relacjonował wydarzenia z 52 wielkoszlemowych tenisowych turniejów: Australian Open, Roland Garros, Wimbledon, US Open.
Z imprez siatkarskich relacjonował  "srebro" Igrzysk Olimpijskich w Paryżu 2024 oraz "złote" Mistrzostwa Świata w 2014 roku i w 2018 roku, "srebrne" w 2006 roku i 2022 roku, a także zwycięski turniej Ligi Światowej w Sofii w 2012 roku i triumf w Lidze Narodów w Gdańsku w 2023 roku.
Był sprawozdawcą z 14-tu IO:  Barcelona 1992, Atlanta 1996, Sydney 2000, Ateny 2004, Pekin 2008, Londyn 2012,  Rio 2016, Tokio 2020, Paryż 2024 oraz zimowe igrzyska Turyn 2006, Vancouver 2010, Sochi 2014, PyeongChang 2018, Pekin 2022.
Relacjonował na żywo olimpijskie złote medale takich sportowców jak 1992 Arkadiusz Skrzypaszek, Maciej Czyżowicz, Dariusz Goździak, 1996 Paweł Nastula, 2000 i 2004 Robert Sycz i Tomasz Kucharski, 2008 i 2012 Tomasz Majewski, 2008 wioślarska czwórka podwójna, czyli Marek Kolbowicz, Adam Korol, Michał Jeliński, Konrad Wasielewski, 2012 i 2016 Anita Włodarczyk,  2020 sztafeta mieszana 4x400 metrów i Wojciech Nowicki i ZIO 2014 Zbigniew Bródka.
Autor słów piosenki o polskiej siatkówce „Walczymy dla Was” (muzyka – Marcin Nierubiec, wykonawcy – Wanda Kwietniewska i Norbi).

## Publikacje
- Gwiazdy na antenie (Muza, 2004)
- Tenisowe dźwięki (Polihymnia, 2017)

## Odznaczenia
W 2011 został odznaczony Srebrnym Krzyżem Zasługi.